# Wimille
Wimille és un municipi francès situat al departament del Pas de Calais i a la regió dels Alts de França. L'any 2007 tenia 4.367 habitants.

## Demografia

### Població
El 2007 la població de fet de Wimille era de 4.367 persones. Hi havia 1.601 famílies de les quals 346 eren unipersonals (104 homes vivint sols i 242 dones vivint soles), 430 parelles sense fills, 659 parelles amb fills i 166 famílies monoparentals amb fills.
La població ha evolucionat segons el següent gràfic:
Habitants censats

### Habitatges
El 2007 hi havia 1.733 habitatges, 1.612 eren l'habitatge principal de la família, 73 eren segones residències i 49 estaven desocupats. 1.421 eren cases i 306 eren apartaments. Dels 1.612 habitatges principals, 1.038 estaven ocupats pels seus propietaris, 552 estaven llogats i ocupats pels llogaters i 21 estaven cedits a títol gratuït; 3 tenien una cambra, 108 en tenien dues, 179 en tenien tres, 405 en tenien quatre i 917 en tenien cinc o més. 1.028 habitatges disposaven pel capbaix d'una plaça de pàrquing. A 726 habitatges hi havia un automòbil i a 573 n'hi havia dos o més.

### Piràmide de població
La piràmide de població per edats i sexe el 2009 era:
| Homes | Edats   | Dones |
| ----- | ------- | ----- |
| 4     | 95 o +  | 0     |
| 4     | 90 a 94 | 4     |
| 12    | 85 a 89 | 24    |
| 4     | 80 a 84 | 36    |
| 40    | 75 a 79 | 68    |
| 44    | 70 a 74 | 88    |
| 96    | 65 a 69 | 72    |
| 124   | 60 a 64 | 152   |
| 88    | 55 a 59 | 84    |
| 108   | 50 a 54 | 132   |
| 172   | 45 a 49 | 180   |
| 200   | 40 a 44 | 184   |
| 228   | 35 a 39 | 228   |
| 108   | 30 a 34 | 156   |
| 152   | 25 a 29 | 132   |
| 148   | 20 a 24 | 144   |
| 192   | 15 a 19 | 188   |
| 220   | 10 a 14 | 236   |
| 176   | 5 a 9   | 232   |
| 120   | 0 a 4   | 124   |

## Economia
El 2007 la població en edat de treballar era de 2.835 persones, 1.922 eren actives i 913 eren inactives. De les 1.922 persones actives 1.629 estaven ocupades (904 homes i 725 dones) i 294 estaven aturades (158 homes i 136 dones). De les 913 persones inactives 211 estaven jubilades, 353 estaven estudiant i 349 estaven classificades com a «altres inactius».

### Ingressos
El 2009 a Wimille hi havia 1.601 unitats fiscals que integraven 4.426,5 persones, la mediana anual d'ingressos fiscals per persona era de 16.112 €.

### Activitats econòmiques
Dels 160 establiments que hi havia el 2007, 1 era d'una empresa extractiva, 6 d'empreses alimentàries, 2 d'empreses de fabricació de material elèctric, 6 d'empreses de fabricació d'altres productes industrials, 30 d'empreses de construcció, 36 d'empreses de comerç i reparació d'automòbils, 8 d'empreses de transport, 10 d'empreses d'hostatgeria i restauració, 10 d'empreses financeres, 7 d'empreses immobiliàries, 15 d'empreses de serveis, 21 d'entitats de l'administració pública i 8 d'empreses classificades com a «altres activitats de serveis».
Dels 44 establiments de servei als particulars que hi havia el 2009, 1 era una oficina de correu, 1 funerària, 3 tallers de reparació d'automòbils i de material agrícola, 1 paleta, 4 guixaires pintors, 9 fusteries, 6 lampisteries, 6 empreses de construcció, 4 perruqueries, 6 restaurants, 2 agències immobiliàries i 1 saló de bellesa.
Dels 7 establiments comercials que hi havia el 2009, 1 era un hipermercat, 1 una botiga de més de 120 m², 2 fleques, 1 una botiga de mobles i 2 floristeries.
L'any 2000 a Wimille hi havia 33 explotacions agrícoles que ocupaven un total de 1.625 hectàrees.

## Equipaments sanitaris i escolars
Els 3 equipaments sanitaris que hi havia el 2009 eren farmàcies.
El 2009 hi havia 2 escoles maternals i 2 escoles elementals. Wimille disposava d'un col·legi d'educació secundària amb 503 alumnes.

## Poblacions més properes
El següent diagrama mostra les poblacions més properes.